# Joliette (stanice metra v Montréalu)
Joliette je jedna z 27 stanic zelené linky montrealského metra (Angrignon – Honoré-Beaugrand), jejíž celková délka je 22,1 km. Ve směru z jihu na sever je tato stanice v pořadí dvacátá, v opačném směru osmá. Stanice se nachází v hloubce 14,3 m. Její vzdálenost od předchozí stanice Préfontaine je 383,43 metrů, od následující Pie-IX 766,88 metrů.

## Historie
Stanice Joliette byla otevřena 6. června 1976. Navrhl ji architekt Marcel Raby.
Z hlediska historie stavby linky se tato stanice nachází v druhé nejmladší (a zároveň nejsevernější) části linky, otevřené v roce 1976. Jde o celkem 9 stanic mezi Préfontaine a Honoré-Beaugrand.
Nejstarší (střední) část linky, která zahrnuje celkem 10 stanic (od stanice Atwater až po Frontenac), nachází se zhruba uprostřed zelené linky a byla zprovozněna v roce 1966.
Stanice v jižním úseku Angrignon až Lionel-Groulx tvoří služebně nejmladší část zelené linky montrealského metra, která byla otevřena v roce 1978.